# Gustav Hupfeld
Adolf Carl Gustav Georg Oskar Hupfeld (* 2. Mai 1823 in Hessisch Lichtenau; † 9. April 1897 in Kassel) war ein deutscher Jurist und Abgeordneter des Provinziallandtages der preußischen Provinz Hessen-Nassau.

## Leben

### Herkunft und Familie
Gustav Hupfeld wurde als Sohn des Regierungsrats Dr. Gustav Adolf Hupfeld und dessen Gemahlin Caroline Louise Amalie Kleinhaus (Kleinhans) geboren. Am 20. November 1854 heiratete er Marie Ernestine Eleonore Ihlee (1830–1892). Aus der Ehe ging die Tochter Marie Pischon hervor.

### Wirken
Nach dem Abitur am Gymnasium in Fulda studierte Gustav an der Philipps-Universität Marburg Rechtswissenschaften. Nach seiner Referendarzeit beim Obergericht Kassel und Beschäftigung als Untergerichtsanwalt für mehrere Justizämter wurde er Syndikus des Landeskrankenhauses Fulda, betätigte sich politisch und erhielt 1862 ein Mandat für die Kurhessische Ständeversammlung. Hier war er Vertreter der höchstbesteuerten Grundbesitzer und Gewerbetreibenden der Kreise Fulda und Hünfeld. Die Ständeversammlung, 1830/1831 gegründet, war die Nachfolgerin der Landstände der Landgrafschaft Hessen und bestand bis zur Annexion Hessens durch Preußen im Jahre 1866.
Von 1887 bis 1896 saß er im Kurhessischen Kommunallandtag des Regierungsbezirks Kassel, aus dessen Mitte er zum Abgeordneten des Provinziallandtages der Provinz Hessen-Nassau gewählt wurde. In den Jahren 1890 bis 1894 war er stellvertretender Vorsitzender des Kasseler Kommunallandtages.
Von 1865 an bekleidete er das Amt des Obergerichtsanwalts in Kassel. Im Jahr darauf wurde er auch für das Appellationsgericht zugelassen.
Hupfeld gehörte zu den Befürwortern der Annexion Hessens durch Preußen und war Mitunterzeichner der sogenannten „Totengräberrede“. 1895 wurde er Ehrenbürger von Kassel und war Ehrenmitglied des hessischen Städtetages.

## Politische Ämter
- Vorsitzender des ständigen Bürgerausschusses der Stadt Fulda
- Vorsitzender der Anwaltskammer Kassel

## Auszeichnungen
- 1871 Ernennung zum Geheimen Justizrat
- 1889 Roter Adlerorden IV. Klasse
- 1893 Königlicher Kronenorden III. Klasse
- 1896 Roter Adlerorden II. Klasse mit Schleife